# Serena Amato
Serena Bibiana Amato (* 10. September 1974 in Olivos) ist eine ehemalige argentinische Seglerin.

## Erfolge
Serena Amato nahm dreimal in der Bootsklasse Europe an Olympischen Spielen teil. 1996 belegte sie bei ihrem Olympiadebüt in Atlanta den achten Platz. Vier Jahre darauf verlief die Regatta in Sydney wesentlich erfolgreich für Amato, sie gewann mit 51 Punkten die Bronzemedaille hinter Shirley Robertson und Margriet Matthijsse. Die Olympischen Spiele 2004 in Athen schloss sie auf dem sechsten Platz.
Bei den Panamerikanischen Spielen 1999 in Winnipeg sicherte sie sich in der Bootsklasse Europe die Goldmedaille.